# تنب
تنب  قرية سوريّة تتبع إداريّاً لمحافظة حلب منطقة أعزاز ناحية تل رفعت، بلغ تعداد سكان 15000نسمة حسب التعداد السكاني لعام 2025.